# Полет 278 на „Търкиш Еърлайнс“
Полет 278 на „Търкиш Еърлайнс“ е вътрешен редовен пътнически полет от летище „Анкара Есенбога“, Анкара, до летище „Ван Ферит Мелен“, Ван, Турция, управляван от „Търкиш Еърлайнс“. На 29 декември 1994 г. по време на трети заход за кацане самолетът „Боинг 737-4Y0“, който изпълнява полета, се удря в хълм близо до област Едремит на провинция Ван на 1700 м над средното морско ниво на около 4 км от летище „Ван“ при лошо време, въпреки предупреждението от контрола на въздушното движение да не се правят повече заходи в снежната буря. Видимостта е 900 м и намалява до 300 м при силен снеговалеж. 5 от 7 членове на екипажа и 52-ма от 69-те пътници загиват, докато 2 членове на екипажа и 17 пътници оцеляват със сериозни наранявания.
Това е най-смъртоносният авиационен инцидент с участието на „Боинг 737-400“ по това време. Впоследствие е надминат от полет 574 на „Адам Еър“, който се разбива на 1 януари 2007 г. със 102 жертви и е четвъртият най-смъртоносен самолетен инцидент в Турция по това време.